# Колутон
Колутон (на казахски: Қалқұтан; на руски: Колутон) е река Казахстан (Акмолинска област), десен приток на Ишим (ляв приток на Иртиш). Дължина 223 km. Площ на водосборния басейн 17 400 km².
Река Колутон води началото си от южните части на Макинските възвишения (северната част на Казахската хълмиста земя), на 357 m н.в., на 5 km източно от село Новорибинка. Тече предимно в западна посока през Казахската хълмиста земя, в централната част Акмолинска област. Влива се отдясно в река Ишим (ляв приток на Иртиш), на 278 m н.в., на 8 km южно от районния център от село Мариновка. През лятото в горното течение пресъхва на отделни участъци. Основни притоци: Дамса (ляв); Талкара, Баксук, Аршалъ (десни). Река Колутон се явява най-многоводният приток на Ишим, но в оттока на реката се наблюдава ясно изразена сезонна и многогодишна неравномерност, която може да се различава с десетки и стотици пъти. По течението на реката са разположени около десетина села, по големи от които са: Новорибинка, Новокубанка, Петровка, Оксановка, Ягодное, Стари Колутон, Колутон.